# Narcastet
Narcastet is een gemeente in het Franse departement Pyrénées-Atlantiques (regio Nouvelle-Aquitaine) en telt 520 inwoners (1999). De plaats maakt deel uit van het arrondissement Pau.

## Geografie
De oppervlakte van Narcastet bedraagt 4,5 km², de bevolkingsdichtheid is 115,6 inwoners per km².
De onderstaande kaart toont de ligging van Narcastet met de belangrijkste infrastructuur en aangrenzende gemeenten.

## Demografie
Onderstaande figuur toont het verloop van het inwonertal (bron: INSEE-tellingen).